# Milíčov (Šípy)

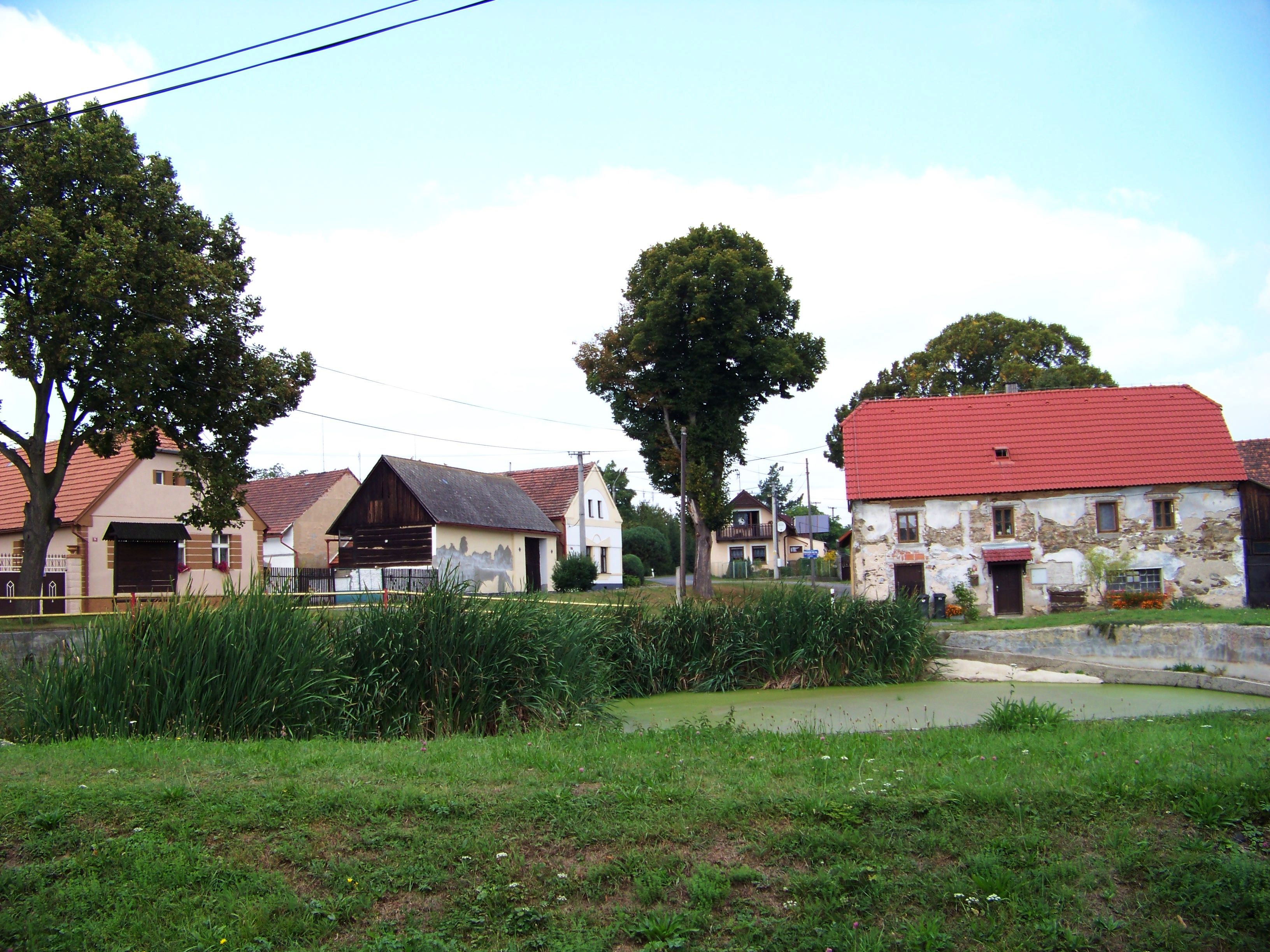
Dorfplatz

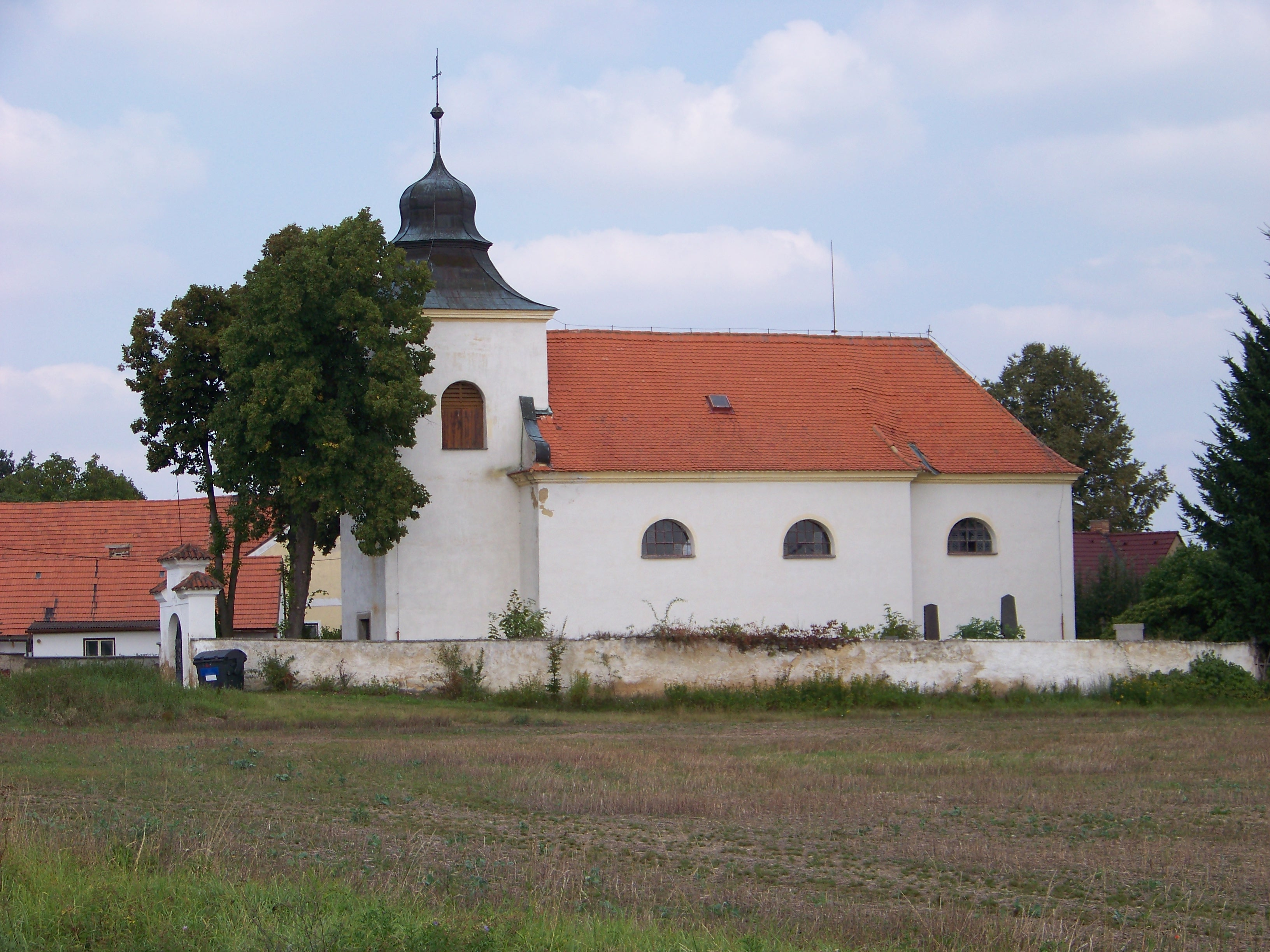
Kirche St. Petrus in Ketten

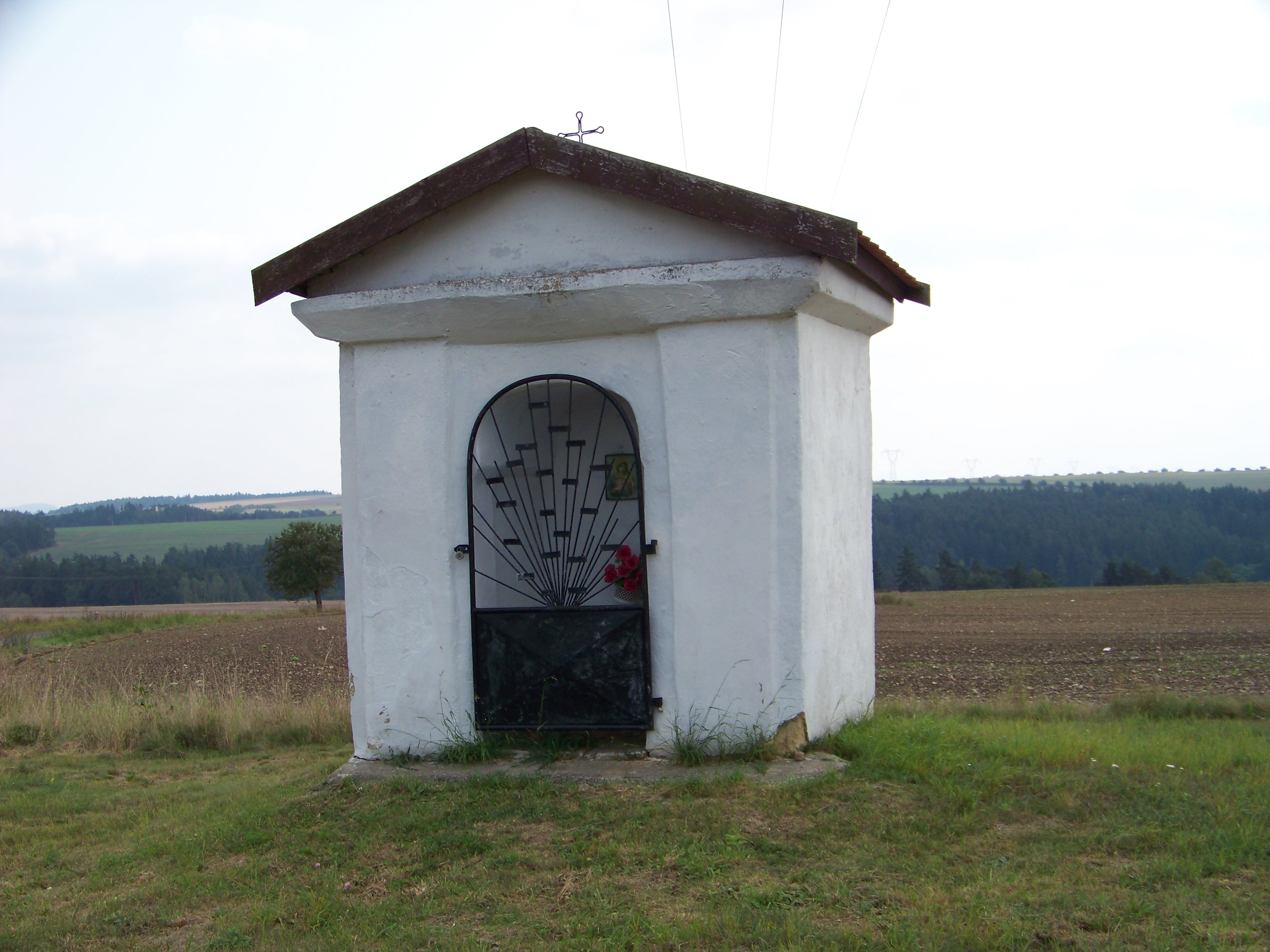
Nischenkapelle an der Straße nach Chříč

Milíčov (deutsch Militschow, 1939–45 Militschau) ist ein Ortsteil der Gemeinde Šípy (Schippen) in Tschechien. Er liegt zehn Kilometer nordöstlich von Kralovice (Kralowitz) und gehört zum Okres Rakovník.

## Geographie
Der Rundling Milíčov befindet sich linksseitig über dem Tal des Baches Javornice auf einer Hochfläche zwischen den Seitentälern des Čistecký potok und des Šípský potok in der Kralovická pahorkatina (Kralowitzer Hügelland). Östlich erheben sich der Ostrý vrch (449 m n.m.) und der Hradiště (446 m n.m.), im Nordwesten der Velký kopec (492 m n.m.). Das Dorf liegt am Rande des Landschaftsschutzgebietes Křivoklátsko.
Nachbarorte sind Šípy im Norden, Krakovec, Jankovic Mlýn und Rousínov im Nordosten, Svinařov, Machův Mlýn und Modřejovice im Osten, Lhota und Slatina im Südosten, Březsko, Holovousy und Všehrdy im Süden, Černíkovice und Hedčany im Südwesten, Cukrovic Mlýn, Hedecko, Kožlany und Břežany im Westen sowie Čistá und Bělbožice im Nordwesten.

## Geschichte
Die erste urkundliche Erwähnung von Milíčov erfolgte im Jahre 1327, als der Vladike Božetěch von Slatina einen Richter in dem Dorf einsetzte. Sitz der . Der älteste Nachweis der Pfarrkirche St. Petrus in Ketten stammt von 1384. Zwischen 1392 und 1403 hatte Albrecht von Kolowrat das Kirchpatronat inne. Da das Patronat stets dem Besitzer des Gutes Březsko oblag, ist anzunehmen, dass Milíčov zu der Zeit bereits Teil der Gutsherrschaft Březsko war. Albrechts Sohn Hanuss von Kolowrat erhielt wegen seiner Verdienste während der Hussitenkriege als königlicher Hauptmann von König Sigismund die Burg Krašov zugeschrieben und schloss sein Gut Březsko an die Burgherrschaft an. 1430 vererbte er die Herrschaft Krašov mit Březsko seinem Sohn Hanuss d. J. auf Zbiroh, Točník und Žebrák. Die Pfarrei Milíčov erlosch während der Hussitenkriege. In der Folgezeit wurde Milíčov von Březsko abgetrennt und zum landtäfligen Gut erhoben, das mit der Burgherrschaft Krašov verbunden blieb.
1534 wurden die Güter Krašov, Březsko und Milíčov Nikolaus Sviták von Landstein in der Landtafel zugeschrieben. Er verkaufte sie um 1540 an Dietrich Kolowrat-Bezdružicky, der die Güter wenig später an Katharina von Solopisk, die Ehefrau des Wilhelm Sviták von Landstein, weiterreichte. Katharina von Solopisk trennte um 1570 die Güter Březsko und Milíčov von Krašov ab und verkaufte sie an Jan d. Ä. Chlumčanský von Přestavlk auf Slatina und Čistá. Nach wenigen Jahren gelangten beide Güter wieder zur Herrschaft Krašov zurück. Katharinas Sohn, Wilhelm d. J. Sviták von Landstein, trennte Březsko und Milíčov 1576 erneut von Krašov ab und veräußerte die Güter zusammen mit der Uhrovsky-Mühle an Sebastian Lažanský von Bukowa auf Chříč, der 1585 seine Güter Chříč und Dubian mit Studena wegen Überschuldung an Johann Teyrzowsky von Ensiedl verkaufte und die Feste Březsko zu seinem neuen Sitz machte. Milíčov verblieb dabei bei Chříč. Johann Teyrzowskys Sohn, der Rakonitzer Kreishauptmann Heinrich Jakob Teyrzowsky von Ensiedl, vererbte 1618 die Güter Křič, Kožlan, Břesko (Březsko) und Dubian  seinem Sohn Johann d. J. Im Jahre 1621 erwarb Bohuslaw Kolowrat-Krakowsky auf Šípy und Všesulov diese vier Güter von Johann d. J. Teyrzowsky von Ensiedl. Im Jahre 1625 gehörten sämtliche Güter Hermann Warlich von Bubna. Ab 1650 waren die Freiherren Teyrzowsky von Ensiedl erneut Besitzer der Herrschaft Křič. Im Jahre 1713 veräußerten die Brüder Teyrzowsky von Ensiedl die Herrschaft Křič für 211.000 Gulden an Wenzel Josef Lažanský von Bukowa auf Manetin. Dieser kaufte im selben Jahre noch vom Prager Domkapitel St. Veit das Gut Tschistay hinzu und vereinigte es mit der Herrschaft. 1715 erbten seine Witwe Marie Gabriele, geborene Czernin von und zu Chudenitz, und die Söhne Maximilian Wenzel und Karl Josef Lažanský den Besitz. Marie Gabriele Lažanský starb 1758 als Oberin des Reichsstiftes adeliger Fräulein in der Neustadt Prag und hinterließ eine Hälfte der verschuldeten Herrschaft dem Stift. Die andere Hälfte wurde auf Antrag ihrer Gläubiger subhastiert; da sich dafür jedoch kein Interessent fand, fiel sie den Lažanskýschen Erben zu, die sie 1764 dem Fräuleinstift, das später den Namen „k.k. freiweltadeliges Damenstift zu den heiligen Engeln in der Altstadt Prag“ erhielt, verkauften. In der Topographie des Königreichs Böhmen von 1785 wurde Miličow ohne Angabe der Häuserzahl genannt. Während der Josephinischen Reformen wurde die Herrschaft im Jahre 1787 an das Prager Theresianum angeschlossen, 1791 ging sie an das Damenstift zurück. 1823 wurde eine Schule eingerichtet.
Im Jahre 1843 bestand das im Rakonitzer Kreis gelegene Dorf Miličow, auch Militschow bzw. Miličowes genannt, aus 24 Häusern mit 183 tschechischsprachigen Einwohnern. Im Ort gab es die Filialkirche zu Petri Kettenfeier, eine Schule, eine Gemeinde-Schüttboden und ein Wirtshaus. Abseits – am Kuzower Bach (Javornice) – lag die eingängige Ufermühle. Pfarrort war Kožlan. Bis zur Mitte des 19. Jahrhunderts blieb Miličow der Herrschaft Křič  untertänig.
Nach der Aufhebung der Patrimonialherrschaften bildete Miličov / Militschow ab 1850 einen Ortsteil der Gemeinde Šípy / Schippen im Gerichtsbezirk Kralowitz. Ab 1868 gehörte Miličov zum Bezirk Kralowitz. Im Jahre 1869 bestand das Dorf aus 25 Häusern und hatte 160 Einwohner. Seit dem Ende des 19. Jahrhunderts wird der Ortsname Milíčov verwendet. Im Jahre 1906 verkaufte das Freiweltadelige Damenstift zu den heiligen Engeln die Grundherrschaft Chříč an Stephan von Götzendorf-Grabowski, der sie 1910 an Gustav Fischer veräußerte. Anschließend wechselten die Besitzer in rascher Folge. Im Jahre 1900 hatte Milíčov 161 Einwohner, 1910 waren es 141.
Nach dem Ersten Weltkrieg zerfiel der Vielvölkerstaat Österreich-Ungarn, Milíčov wurde 1918 Teil der neu gebildeten Tschechoslowakischen Republik. Im Jahre 1920 löste sich Milíčov von Šípy los und bildete eine eigene Gemeinde. Beim Zensus von 1921 lebten in den 28 Häusern des Dorfes 155 Tschechen. 1930 lebten in den 28 Häusern von Milíčov 128 Personen. Zwischen 1939 und 1945 gehörte Milíčov / Militschau zum Protektorat Böhmen und Mähren. Nach dem Ende des Zweiten Weltkrieges kam Milíčov zur wiedererrichteten Tschechoslowakei zurück. 1949 erfolgte die Umgliederung des Dorfes in den neuen Okres Plasy. 1950 lebten in den 28 Häusern von Milíčov 88 Personen. Bei der Gebietsreform von 1960 erfolgte die Aufhebung des Okres Plasy, Milíčov wurde Teil des Okres Rakovník. 1964 erfolgte die erneute Eingemeindung nach Šípy. Am 1. Januar 1980 wurde Milíčov zusammen mit Šípy nach Čistá eingemeindet. Seit dem 24. November 1990 ist Milíčov wieder ein Ortsteil von Šípy. Beim Zensus von 1991 lebten in den 25 Häusern von Milíčov 37 Personen. 2011 hatte das Dorf 39 Einwohner und bestand aus 28 Wohnhäusern.

## Ortsgliederung
Der Ortsteil Milíčov bildet einen Katastralbezirk. Zu Milíčov gehört die Einschicht Uhrovic Mlýn.

## Sehenswürdigkeiten
- Kirche St. Petrus in Ketten, die seit dem 14. Jahrhundert nachweisbare Pfarrkirche wurde, nachdem während der Hussitenkriege der Pfarrer vertrieben worden war und die Pfarrei erloschen war, im 16. Jahrhundert auf Veranlassung von Jan d. Ä. Chlumčanský von Přestavlk neu errichtet und 1615 unter Heinrich Jakob Teyrzowsky von Ensiedl erweitert. Adalbert Ignaz Teyrzowsky von Ensiedl ließ 1665 einen neuen Kirchturm bauen. In der Kirche befinden sich die Grabtafeln von Jan d. Ä. Chlumčanský von Přestavlk († 1590) und Heinrich Jakob Teyrzowsky von Ensiedl († 1618).
- Nischenkapelle an der Straße nach Chříč